# 2920 Automedon
2920 Automedon eller 1981 JR är en trojansk asteroid i Jupiters lagrangepunkt L4. Den upptäcktes 3 maj 1981 av den  amerikanske astronomen Edward L.G. Bowell vid Anderson Mesa Station. Den är uppkallad efter Automedon i den grekiska mytologin.
Asteroiden har en diameter på ungefär 88 kilometer.